# Chromobacterium
Chromobacterium es un género de bacilos Gram negativos. Las especies más conocidas son Chromobacterium violaceum y Chromobacterium subtsugae.